# (1975) Pikelner
(1975) Pikelner es un asteroide que forma parte del cinturón de asteroides y fue descubierto por Liudmila Ivanovna Chernyj desde el Observatorio Astrofísico de Crimea, Naúchni, el 11 de agosto de 1969.

## Designación y nombre
Pikelner se designó al principio como 1969 PH.
Más adelante, fue nombrado en honor del astrónomo soviético Solomón Borísovich Pikélner (1921-1975), profesor en la universidad de Moscú.

## Características orbitales
Pikelner está situado a una distancia media del Sol de 2,8 ua, pudiendo alejarse hasta 3,132 ua. Tiene una excentricidad de 0,1183 y una inclinación orbital de 6,308°. Emplea 1712 días en completar una órbita alrededor del Sol.